# Plenty O'Toole
Plenty O'Toole é um personagem fictício e bond girl existente no filme 007 Os Diamantes São Eternos, de 1971, sétimo da franquia cinematográfica de James Bond. Foi interpretado por Lana Wood, irmã mais nova da atriz Natalie Wood.

## Características
Morena cândida e insinuante de seios volumosos, Plenty é uma jogadora e caçadora de homens vitoriosos em cassinos que se interessa por Bond quando ele vence em uma das mesas de roleta em Las Vegas.

## No filme
A participação de Plenty no filme é rápida. Ela aparece pela primeira vez no cassino de Las Vegas onde Bond joga na roleta, e depois de abandonar outro jogador derrotado no jogo, se insinua para o espião, impressionada com sua habilidade na roleta e nos dados.
Ela e Bond sobem depois para o quarto dele no hotel onde o agente planeja fazer amor com ela,mas ao se retirar para o banheiro, é surpreendida pelos capangas da SPECTRE, Mr. Wint e Mr. Kidd que, de tocaia para matar o espião, a atiram pela janela do quarto, direto na piscina, três andares abaixo só de calcinha e salto alto. Apesar de sobreviver à queda, no fim do filme ela finalmente aparece morta afogada em outra piscina, assassinada pelos mesmos capangas, que a confundiram com a aliada de Bond, Tiffany Case.
Uma das mais memoráveis frases do humor sarcástico do espião em toda a franquia de James Bond é trocada entre ele e O'Toole, quando ela se apresenta ao espião no cassino:
- Plenty - "Hi, I'm Plenty!" (farta, em inglês)
- Bond - "Of course you are!" ("Claro que você é!", devolve 007, olhando de relance o enorme decote com os generosos seios da bond girl dentro)[3]